# Danish DeeJay Awards
Danish DeeJay Awards (ofte forkortet DDJA) er den dansk pris-uddeling der har fundet sted siden år 2001. Bag prisen står en række af de danske DJs, der nominerer en række kunstnere indenfor forskellige kategorier. En række kunstnere som i løbet af det seneste år har gjort sig bemærket inden for diskoverdenen. Foruden selve prisoverrækkelserne, er det også forskellige optrædende kunstnere. Efter selve showet sluttes der normalt af med et afterparty for de deltagende gæster. I 2008 er der også en DJ-messe før selve showet, hvor der er mulighed for at se og prøve det nyeste udstyr. Idémand og arrangør er DJ Morten Brønnum Jensen, der har stået i spidsen for DDJA siden starten. Tidligere blev DDJA afholdt i Ballerup Super Arena, hvor der var plads til omkring 10.000 gæster. I 2017 afholdes DDJA i Amager Bio.

## Kategorier
Der uddeles priser i følgende kategorier
| - Årets Internationale Diskoteks-Hit - Dancechart.dk-Prisen - Årets Internationale DeeJay-Favorit - Årets Danske DeeJay-Favorit - Årets Danske Artist - Årets Danske Album - Årets Danske Remix - Årets Danske Urban-Udgivelse | - Årets Danske Producer - Årets Internationale Upfront-Udgivelse - Året Danske UpFront-udgivelse - Årets Danske Klub - Årets Danske Klub-event - Årets Danske Diskotek - Årets Internationale DeeJay - Årets Danske Upfront-DeeJay | - Årets Danske Mainstream-DeeJay - Årets Danske Mobil-DeeJay - Danish DeeJay Battle - Årets Danske Urban-DeeJay - TJECK-Prisen - Årets Danske Musikvideo - Kim Schumachers DeeJay-Pris - Årets Danske Label |